# Anomis mafalui
Anomis mafalui är en fjärilsart som beskrevs av Bethune-Baker 1906. Anomis mafalui ingår i släktet Anomis och familjen nattflyn. Inga underarter finns listade i Catalogue of Life.